# Sociedade de Aviação Ligeira
SAL - Sociedade de Aviação Ligeira era una aerolínia amb base a Luanda, Angola. Funcionava com un operador de taxi aeri.

## Història
Fundada el 1992 per TAAG Angola Airlines i Endiama, per cobrir la demanda d'aviació civil a Angola, en el sector de taxi aeri i altres activitats. Com a operador de taxi aeri no té una operació regular fixa. Disposava de 64 tripulants de vol, 65 tècnics de manteniment i 54 comercials. Cap el 2008, però, fou inclosa en la llista negra de companyies aèries de la Unió Europea, com la majoria d'aerolínies angoleses, i el govern angolès va prometre una inversió de 4 milions de dòlars per rellançar-la, inversió que mai es va dur a terme. El 2009 l'Instituto Nacional da Aviação Civil li va suspendre la llicencia i el 2010 li fou retirat el certificat d'operador aeri. Finalment, per decret del 19 d'agost de 2015 el govern angolès va decidir dissoldre la companyia.

## Flota
El gener de 2008 tenia (segons la pàgina web):
- Beechcraft Super King Air que incloïa 3 - 200 Super King Air i 2 - 350 Super King Air
- 4 Cessna 208 Caravan
- 1 Short SC.7 Skyvan

## Bases
- Benguela
- Cabinda
- Luanda
- Lubango
- Namibe